# Danville (Indiana)
Danville é uma cidade  localizada no estado americano de Indiana, no Condado de Hendricks.

## Demografia
Segundo o censo americano de 2010, a sua população era de 9001 habitantes.
Em 2006, fora estimada uma população de 7827, um aumento de 1409 (22.0%) face a seis anos antes.

## Geografia
De acordo com o United States Census Bureau tem uma área de
15,9 km², dos quais 15,9 km² cobertos por terra e 0,0 km² cobertos por água. Danville localiza-se a aproximadamente 288 m acima do nível do mar.

## Localidades na vizinhança
O diagrama seguinte representa as localidades num raio de 16 km ao redor de Danville.